# Jean-Claude Andruet
Jean-Claude Andruet (ur. 13 sierpnia 1942 w Montreuil) – francuski kierowca rajdowy.
Wygrał w swojej karierze trzy rajdy WRC: Rajd Monte Carlo 1973, Rajd Francji 1974 z pilotem Michele Petit a Rajd San Remo 1977 z Christianem Delferrier. Jego najlepszym miejscem w klasyfikacji ogólnej kierowców była 13. lokata w 1982 roku. Startował także w mistrzostwach Europy, w 1970 wygrał klasyfikację generalną, a w 1981 zdobył wicemistrzostwo. Brał udział w wyścigu 24h Le Mans w latach 1967–1989.
Jego syn Gilles był znanym szachistą, mistrzem Francji (1988), mistrzem międzynarodowym (od 1982) oraz trzykrotnym olimpijczykiem (1982, 1984, 1988), został zamordowany w 1995 roku.